# プラッシー (インド)

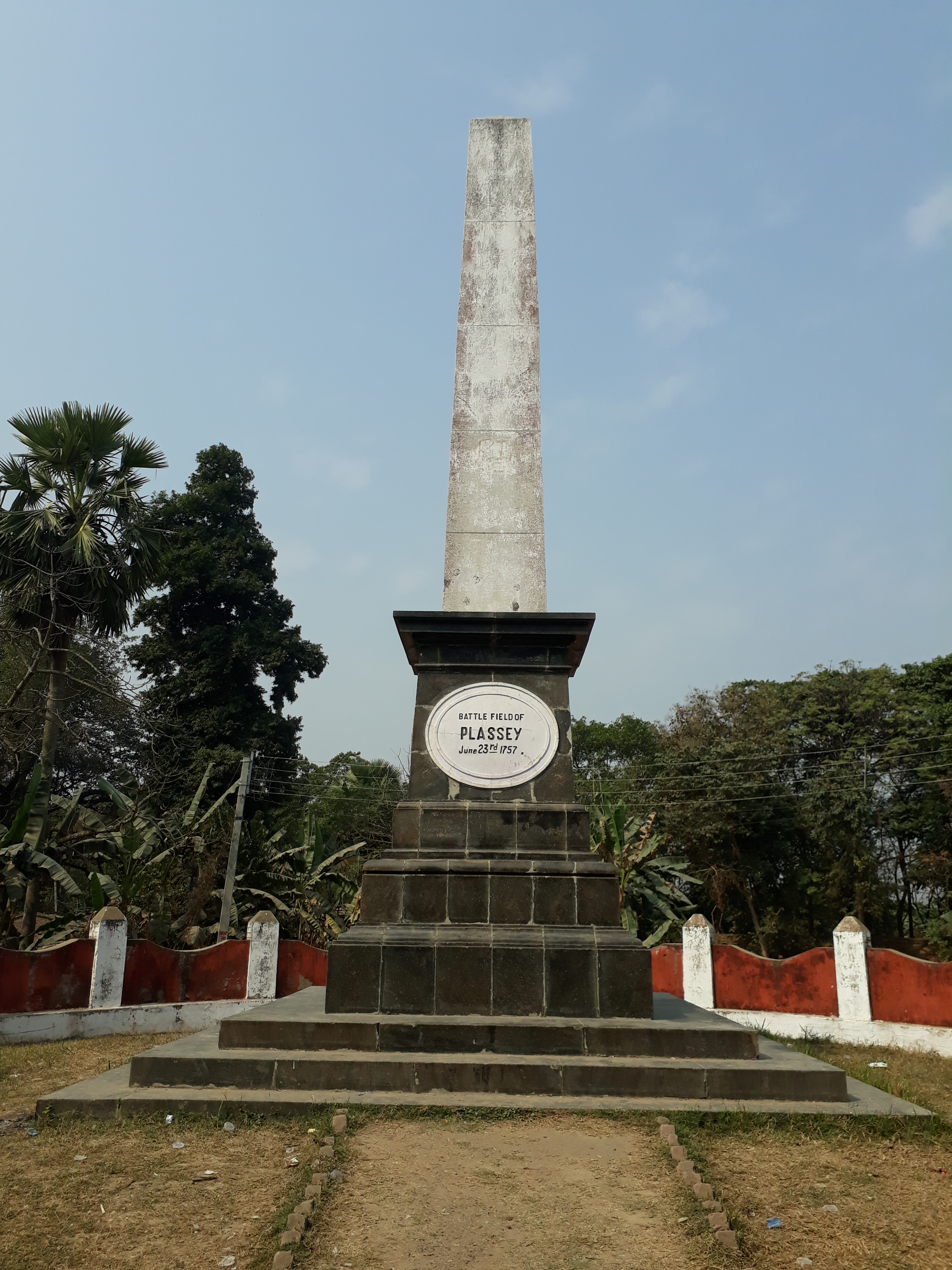
プラッシーの戦いの記念碑

プラッシー（英語：Plassey）は、インドの西ベンガル州、ナディヤー県の都市。現地ではパラシ（Palashi）と呼ばれる。

## 歴史

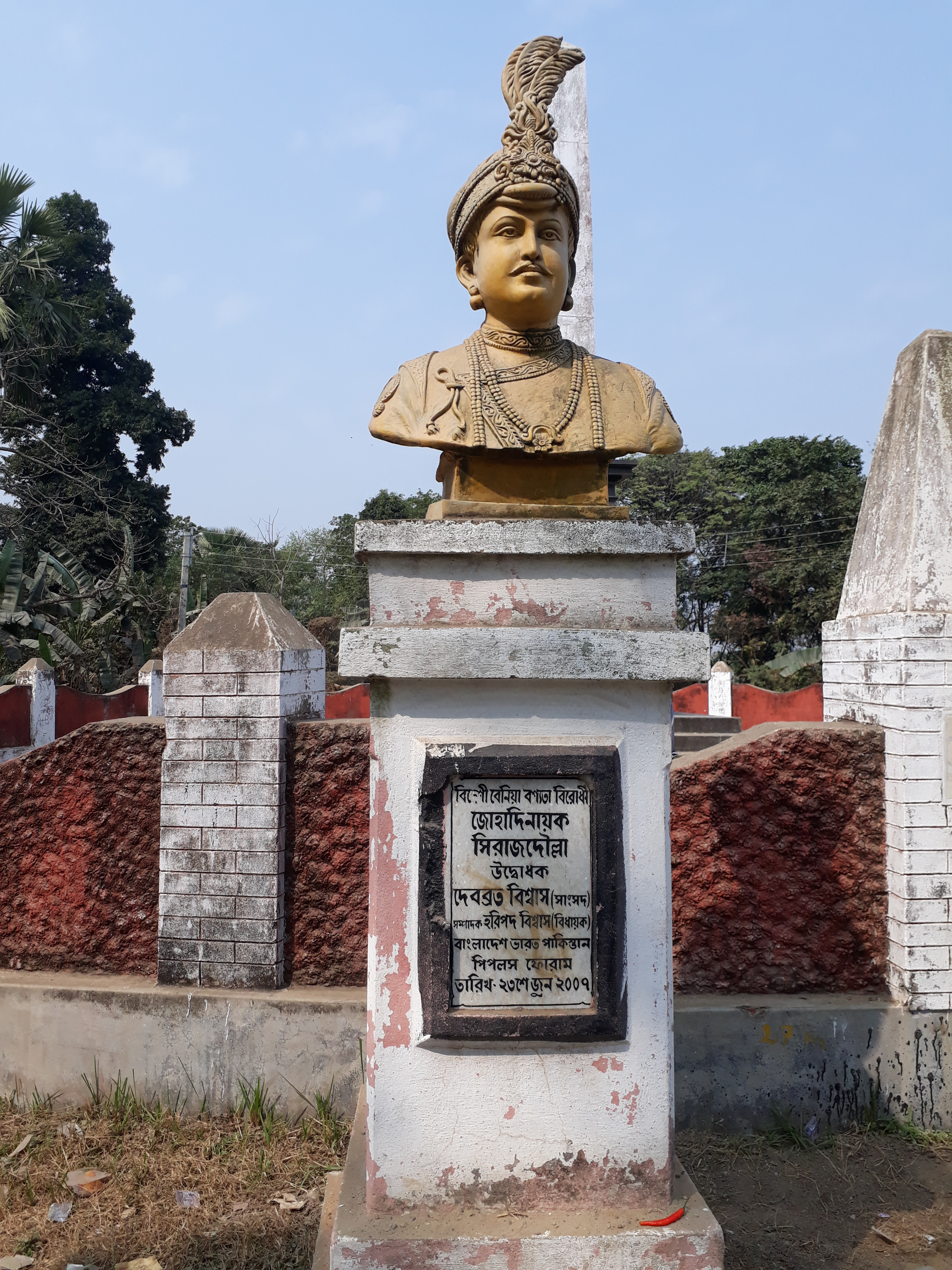
ベンガル太守シラージュ・ウッダウラの像

1757年6月23日、この地でイギリスとベンガル太守、フランスの連合軍が激突し、イギリスが勝利した（プラッシーの戦い）。

## 地理
プラッシーは北緯23度48分 東経88度15分 / 北緯23.80度 東経88.25度に位置している。